# Saint-André (Górna Garonna)
Saint-André – miejscowość i gmina we Francji, w regionie Oksytania, w departamencie Górna Garonna.
Według danych na rok 1990 gminę zamieszkiwały 192 osoby, a gęstość zaludnienia wynosiła 10 osób/km² (wśród 3020 gmin regionu Midi-Pireneje Saint-André plasuje się na 871. miejscu pod względem liczby ludności, natomiast pod względem powierzchni na miejscu 582.).